# Національний лижний центр
Національний лижний центр (кит.: 国家越野滑雪中心- спортивний об'єкт, який знаходиться в районі міського підпорядкування Чунлі міста Чжанцзякоу провінції Хебей. Побудований для проведення спортивних заходів зимових Олімпійських ігор 2022 року.

## Опис
Національний лижний центр розташований у долині на південно-східній стороні району Прінс-Сіті, район Чунлі, Чжанцзякоу. Із заходу на схід це операційний комплекс стадіону, спортивний комплекс, технологічна будівля стадіону, стадіон, медіацентр та мовний комплекс. Після гри назавжди залишиться лише технічна будівля, а інші будівлі є тимчасовими. Загальна довжина траси становить 9,7 км, яка розділена на гоночну трасу у східній долині та тренувальну трасу у південній долині. Площа технічних споруд об'єкта становить 4890 квадратних метрів.

## Довкілля
Лижний центр повною мірою використовує клімат та навколишнє середовище для економії води. Після того, як дощова та тала вода будуть оброблені системою самоочищення з стільниками з кварцового піску, вона використовуватиметься для засніження влітку, зрошення та змивання туалетів. Стічні води з об'єктів та інфраструктури також будуть повністю зібрані та очищені перед повторним використанням, щоб забезпечити ефективне використання водних ресурсів.

## Будівництво
У Чжанцзякоу національний центр стрибків із трампліну, національний центр бігових лиж та національний центр біатлону утворюють групу стародавніх стадіонів «Тополь». Вони з'єднані напівкруглим прогулянковим майданчиком «крижане нефритове кільце» середньою висотою близько 8 метрів і природно вбудовується в навколишні гори, з'єднуючи один за одним спортивні об'єкти та Центр гірського мовлення. Після зимових Олімпійських ігор ця набережна у формі літери «C» також виконуватиме такі функції, як розваги, виконавське мистецтво та виставки.
У двох центральних технічних будинках, які збудовані в Національному центрі біатлону та Національному лижному центрі, використовується технологія порожніх скляних навісних стін, яка не тільки полегшує суддям та технічним представникам спостереження за ситуацією на стадіоні, але також краще відповідає суворим вимогам стадіону до опору, водонепроникності та герметичності, щоб зменшити втрати тепла та холоду в приміщенні, тим самим зменшивши навантаження на кондиціонер та знизивши споживання енергії.

## Використання після Олімпіади
За словами Лі Чженьлун, менеджера з майданчиків та інфраструктури Національного лижного центру, після зимових Олімпійських ігор буде збудовано зимовий гірський парк та сімейний сніговий розважальний центр, а також будуть створені розважальні заходи, наприклад, катання на оленячих та собачих упряжках. В рамках проєкту також буде створено критий тренувальний майданчик для верхової їзди, щоб відвідувачі також могли отримати задоволення від кінного спорту взимку.

## Олімпіада 2022
Під час зимових Олімпійських ігор у Пекіні тут пройдуть змагання з бігових лиж, наприклад, на 15 км серед чоловіків та 10 км серед жінок, внаслідок чого буде розіграно 12 комплектів медалей.

### Спортивні заходи
- Лижні гонки на зимових Олімпійських іграх 2022 року